# Jōji Nakata
Jōji Nakata (中田 譲治 Nakata Jōji?) (22 de abril de 1954 - ) es un seiyū afiliado con Ōsawa Office, nació en el área metropolitana de Tokio, Japón. Su nombre real es Hitoshi Nakata (中田 均志 Nakata Hitōshi?).
Es conocido principalmente por sus papeles de Alucard en Hellsing, Hijikata Toshizō en Golden Kamuy, Giroro en Sargento Keroro, Kirei Kotomine en la franquicia de Fate (Fate/Stay Night y Fate/Zero) y el personaje principal en Gankutsuō, El conde de Montecristo. En las franquicias de videojuegos, expresa a Ieyasu Tokugawa y Uesugi Kenshin en las series Samurai Warriors y Warriors Orochi, Albert Wesker en la franquicia Resident Evil, Sol Badguy en la serie Guilty Gear desde Guilty Gear 2: Overture, Naobito Zen'in en Jujutsu Kaisen y Kazuya Mishima en la primera, segunda y primera entrega de Tag de la serie Tekken.

## Historia
Nakata asistió a la Universidad de Drama y Música Toho Gakuen College, mientras hacía proyectos de jidaigeki y tokusatsu. Comenzó a actuar como seiyu bajo la recomendación de Michiko Nomura, y así empezó su carrera a mediados de los años 1980.
Narró Mobile Suit Victory Gundam, que se emitió en 1993. En 1994, prestó su voz a Murakumo Yagami, el principal antagonista de la serie Blue Seed. En la película de anime de 1994, Street Fighter II: The Animated Movie, prestó su voz a Balrog  cuando el personaje se llamaba M. Bison. Nakata dijo que su papel en el anime, The Vision of Escaflowne, de 1996 lo ayudó a avanzar en su carrera; allí tocaba Folken. Continuaría expresando a los principales antagonistas, incluidos Garv en Slayers Next, Stargazer en Lost Universe y Brian J. Mason en Bubblegum Crisis Tokyo 2040.
En 2001, prestó su voz al antihéroe Alucard en la serie de televisión Hellsing. Mirando hacia atrás en su carrera, Nakata dijo que Alucard era el personaje que más disfrutaba interpretar y el más fácil de interpretar. Dijo que los personajes villanos y los que tienen personalidades distintas eran más fáciles que los que no tienen mucha personalidad, ya que se les puede dar forma y cambiar. Más tarde repitió su papel de Alucard en el OVA de Hellsing Ultimate.
El año 2004 vio a Nakata en algunos papeles destacados. Prestó su voz al personaje principal en Gankutsuou: El conde de Montecristo, que fue popular entre la audiencia adulta nocturna, pero también se unió al Sargento Keroro, en la voz del cabo Giroro, que fue popular entre niños y adultos ya que se emitió durante el horario de máxima audiencia. En 2005, asumió papeles de voz como los villanos Megatron en Transformers Cybertron y Amshel Goldsmith en Blood+. Prestó su voz a Roy Revant, el protagonista de SoltyRei; el director de  tarde lo elegiría como el narrador en la adaptación al anime de la novela visual Amagami SS.
Se unió a la franquicia de novelas visuales Fate/stay night, expresando a Kirei Kotomine en el lanzamiento de 2004, su adaptación al anime en 2006, su largometraje Fate/stay night: Unlimited Blade Works en 2010 y la serie precuela Fate/zero. En su entrevista, Nakata dijo que el cocreador Kinoko Nasu lo conocía desde sus días en Tokusatsu, y que había estado involucrado en muchos de los títulos de Type-Moon, habiendo dado voz a Nrvnqsr Chaos en Melty Blood y pasando a prestó su voz a Souren Araya en la adaptación al anime de Kara no Kyoukai. En 2014, repitió su papel de Kirei para Fate/stay night: Unlimited Blade Works.
En videojuegos, prestó su voz en la serie Samurai Warriors (Sengoku Musou) como Uesugi y Tokugawa Ieyasu. En doblajes extranjeros, ha prestado su voz a varios personajes en programas y películas como 300 y Sex and the City, Nakata dijo que debido a su experiencia en acción real, se sentía cómodo interpretando los papeles de doblaje en el extranjero, aunque todavía disfrutaba de la creatividad proveniente de los personajes de anime bidimensionales
Nakata tiene una reputación por tener una voz astringente. Usualmente hace papeles de soldado intelectual veterano, como puede ser de Giroro en Sargento Keroro o de narrador en Gokujou Seitokai.

## Roles de voz

### Anime
- Tales of the Abyss (Van Grants)
- Amatsuki (Shamon)
- Atashin'chi (Samurái)
- Houseki no kuni (Master Kongō)
- Project ARMS (Ralph Coleman)
- Immortal Grand Prix (Sir Graham)
- Argento Soma (Michael Heartland)
- The Law of Ueki (Nero)
- E's Otherwise (Branded)
- Elfen Lied (Bando)
- Sonic X (Dark Oak)
- Angel Heart (Chief of Qinglong, Zhao)
- Cowboy Bebop (MPU)
- Angel Beats! (Padre Naoi)
- Mahō Tsukai no Yome (Ashen Eye)
- Black Heaven (Fomalhaut)
- Gankutsuou: The Count of Monte Cristo (The Count of Monte Cristo)
- Ghost in the Shell: Stand Alone Complex (General Kusunoki)
- Gungrave (Rad)
- Mobile Suit Victory Gundam (Leonid Almodovar, Godwald Hein, Mandella Soone, Narrator)
- Gintama (Doushin, Kuraba Touma)
- Sargento Keroro (Corporal Giroro)
- To Love Ru (Guinguld)
- Gokujou Seitokai (Narrator)
- Code Geass - Lelouch of the Rebellion (Diethard Lied)
- Tengen Toppa Gurren-Lagann (Magin, Future Rossiu Adai)
- Samurai Champloo (Momochiginsa)
- Jujutsu Kaisen (Naobito Zen'in)
- Wonder Egg Priority (Centipede)
- Shippu Iron Leaguer (Fighter Spirits/Silver Jasutisu)
- Shaman King (Ados)
- The Twelve Kingdoms (Kotetsu)
- Star Ocean EX (Bowman Jean)
- Slayers Next y Try  (Chaos Dragon Garv)
- Zoids: Fuzors (Maskman)
- Fafner of the Azure (Kouzou Minashiro)
- Sōkō no Strain (Dufaruju)
- SoltyRei (Roy Revant)
- Pokémon Diamond & Pearl (Matthew)
- Digimon Frontier (ShadowWereGarurumon)
- Seisho Monogatari (Josué)
- Date A Live (Elliot Baldwin Woodman)
- Tenkū no Escaflowne (Folken Fanel)
- Transformers: Cybertron (Master Megatron, Master Galvetron)
- Bleach (Ayon/Kirikaze)
- Naruto y Naruto Shippūden (Baki)
- Fairy Tail (Keyes)
- Nanatsu no Taizai (Cusack)
- Fullmetal Alchemist (Borling)
- Soul Eater (Faraón)
- Darker than Black: Ryūsei no Gemini (John Smith)
- Peacemaker Kurogane (Hijikata Toshizō)
- Golden Kamuy (Hijikata Toshizō)
- Maho Girls PreCure! (Gamettsu)
- Fate/stay night (Kirei Kotomine)
- Shangri-La Frontier (Professor)
- Silent Möbius (Levzebdes)
- Shadow Skill (Caravan Master)
- Boogiepop Phantom (Spooky E)
- Bubblegum Crisis Tokyo 2040 (Brian J. Mason)
- Buzzer Beater (Moe)
- Black Lagoon (Kageyama)
- Blood+ (Amshel Goldsmith)
- Blue Seed (Murakumo)
- Hellsing (Alucard)
- Sorcerous Stabber Orphen (Childman Powderfield)
- The Adventures of Tweeny Witches (Grundy)
- Magical Girl Lyrical Nanoha (Clyde Haraoun)
- Detective Conan (Koichi Yamabe, Shinji Usami, Noboru Saginuma, Kiba, Bomber A, Kazunori Senba y otros)
- Doraemon (Espejo)
- Yakitate!! Japan (Gran Kaiser)
- Brave Command Dagwon (Brave Seijin)
- RahXephon (Jin Kunugi)
- Ragnarok The Animation (Herman)
- $1 Money Wars (Alexy Nabikofu)
- Rurouni Kenshin (Lentz)
- Karakurizōshi Ayatsuri Sakon (Toshio Kobayashi)
- Lost Universe (Alfred Stargazer)
- Texhnolyze (Motoharu Kimata)
- Serial Experiments Lain (Karl Haushoffer/Man in Black)
- Blue Gender (Malcolm Lee)
- MegaMan NT Warrior (Marenkofu)
- One Piece (Wetton/Hody Jones)
- Yumekui Merry (John Doe)
- Wolverine (Logan/Wolverine)
- Gugure! Kokkuri-san (Shigaraki)
- Kamen Rider OOO (Narrador/Birth Driver/Birth Buster)
- Kamen Rider Gaim (Roshuo)
- Kengan Ashura (Hideki Nogi)
- Shangri-La (Momoko)[1]
- Code:Breaker (Prime Minister Fujiwara)
- Log Horizon (Nyanta)
- Akame ga Kill! (Liver)
- Terra Formars (Alexander Gustav Newton)
- Sakamoto desu ga? (Kakuta)
- Working!! (Hyōgo Otoo)
- Shijō Saikyō no Deshi Kenichi (Shōgo Kitsukawa/Berserker)
- Fate/Zero (Kirei Kotomine)
- Yu-Gi-Oh! Sevens (Goha 66)
- Jūshinki Pandora (Edgar Kin)

### OVA
- Dirty Pair Flash (Waldess)
- Legend of the Galactic Heroes (Leopold Shumacher)
- Geobreeders (Deckhart)
- Sentou Yousei Yukikaze (James Bukhar)
- Dinozaurs (Dino Tyranno)
- Dai Mahou Touge (Paya-Tan)
- Hellsing Ultimate (Alucard)
- Macross Dynamite 7 (Graham)
- Record of Lodoss War (Prince Jester)
- Shingeki no Kyojin: Wall Sina Goodbye (Wald Richter)

### Películas
- X: The Destiny War (Kusanagi Shiyū)
- Street Fighter II: The Animated Movie (Bison)
- Películas de Keroro Gunso (Corporal Giroro)
- Tsubasa Chronicle - The Princess of the Birdcage Land (King)
- Escaflowne (Folken Fanel)
- Kara no Kyōkai (Araya Souren)
- One Piece Film: Red (Howling Gab)

### Videojuegos
- Eternal Sonata (Jazz)
- Melty Blood (Nrvnqsr Chaos)
- Arc the Lad Generation (Gants)
- Armored Core 3 (Kisaragi)
- Armored Core 4 (Joshua O'Brian)
- Demonbane (Titus)
- Dragon Shadow Spell (Pain Killer)
- Kingdom Hearts II (Luxord)
- Samurai Warriors series (Uesugi Kenshin, Tokugawa Ieyasu)
- Xenosaga series (Margulis)
- Legacy of Kain: Soul Reaver 2 (Kain)
- Dirge of Cerberus -Final Fantasy VII- (Weiss, Grimoire Valentine)
- Tales of Rebirth (Eephon)
- Tales of the Abyss (Van Grants)
- Neo Geo Battle Coliseum (Goodman)
- Max Payne (Jack Lupino)
- Genshin Impact (Abyss Lector: Violet Lighting)
- JoJo's Bizarre Adventure: Eyes of Heaven (Enrico Pucci)
- Kamen Rider Kabuto (game) (Kamen Rider Caucasus)
- Guilty Gear Accent Core Plus (Sol Badguy, Order Sol)
- Guilty Gear Overture (Sol Badguy)
- Guilty Gear Xrd (Sol Badguy)
- Fate/Grand Order (King Hassan)
- Overwatch (Doomfist)
- Persona 5 (Sōjirō Sakura)
- Samurai Warriors series (Uesugi Kenshin/Tokugawa Ieyasu)
- The Legend of Heroes: Trails of Cold Steel series (chancellor osborne)

### CD Drama
- Sorcerer Hunters (Saiba Isui)

### Doblaje
- 300 (Leónidas I)
- American Beauty (Buddy)
- Watership Down (Bigwig)
- Sex and the City (Mr. Big)
- Spider-Man: Far From Home (Dimitri Smerdyakov/Chameleon)
- And Just Like That... (Mr. Big)
- SWAT Kats - The Radical Squadron (Teniente Comandante Steele)
- Dinosaur (Kron)
- Big Hero 6 (General)
- Teen Titans (Master of Games)
- Men in Black 3 (Boris the Animal)
- Jurassic World: Fallen Kingdom (Benjamin Lockwood)
- The Chronicles of Narnia: Prince Caspian (Glenstorm the Centaur)
- The Simpsons Movie (Reverendo Lovejoy)
- The Emoji Movie (Mel Meh)
- The Book of Life (Xibalba)

## Roles como actor
- Chōshinsei Flashman (Sir Cowler)
- Chōjū Sentai Liveman (Gran Profesor Bias)
- Tokkei Winspector (Episodio 7. Kenzou Murata)
- Tokkyuu shirei Solbrain(Episodio 20. David Kosugi)
- Tokusou Exceedraft(Episodio 27. Agawa)

## Música
- Interpretó el opening de la serie Gugure! Kokkuri-san, Welcome!! DISCO Kemokemoke, junto con Takahiro Sakurai y Daisuke Ono. El mismo tema también se utilizó como ending del último episodio.[2]